# Máriakönnye
Máriakönnye (Vodica) egy Baja mellett található Mária-kegyhely, Bácska népeinek búcsújáróhelye, ahol a szerbeknek (ortodox) és a magyaroknak is van külön forrásuk, szentkútjuk. Már a 18. században zarándokhely volt. A kápolnát 1810-ben építették és 1811-ben szentelték fel. VII. Pius pápa 1816-ban engedélyezte a Kisboldogasszonynapi búcsút (szeptember 8.), amit 1817-ben hirdetett ki a kalocsai érsek. A kegykép a 18. század végén, 19. század elején készült. A Szűzanya ölében a gyermek Jézus ölelésre tárja karját.
1923-ban lett a neve Máriakönnye utalva a szenthely legendájára. 1922-50 között a ferencesek gondozták a kegyhelyet. 1930-34 között kibővítették a kápolnát. A toronysisak alatti Jézus szíve-szobrot 1931-ben készítette Kender István.
2006-ban tanösvény és játszótér is készült a kápolna mellé.